# Josef Orth
Pour les articles homonymes, voir Orth.
Josef Orth (né en 1914 et mort à une date inconnue) est un joueur de football tchécoslovaque.

## Biographie
On sait peu de choses sur la carrière de ce défenseur, sauf qu'il évolue durant sa carrière dans le club slovaque du ŠK Slovan Bratislava.
Du côté international, il joue sous les couleurs tchécoslovaques et participe à la coupe du monde 1938 en France, où son équipe parvient jusqu'en quarts-de-finale.